# Euward
Der EUWARD ist der alle zwei bis vier Jahre verliehene europäische Kunstpreis für Malerei und Graphik von Künstlern mit geistiger Behinderung und ist in diesem Bereich die international wichtigste Auszeichnung.

## Geschichte
Der Euward-Preis wurde 1999 von Klaus Mecherlein initiiert und durch die Augustinum-Stiftung erstmals im Jahre 2000 verliehen. Mit dem Preis verbunden ist eine Ausstellung im Haus der Kunst in München, ein Katalog mit den Werken der Kunstschaffenden und ein Preisgeld im Gesamtwert von etwa 25.000 Euro. Im Haus der Kunst in München wird den drei Preisträgern anlässlich der Ausstellungseröffnung die Auszeichnung überreicht. Nur 2014 und 2018 fanden die Verleihung und die Ausstellung im Buchheim-Museum im oberbayerischen Bernried statt.
Eine international besetzte Jury von bekannten Fachleuten wählt aus den europaweiten Einsendungen die besten Arbeiten, die anschließend in einer Ausstellung vorgestellt werden. Mitglieder der Jurys waren oder sind unter anderem:
- Ivana Basicevic Antic, Direktorin des Museum of Naive and Marginal Art, Jagodina
- Christian Berst, Galerist, Paris
- Roger Cardinal, Kunsthistoriker
- Marlene Dumas
- Carine Fol, Kuratorin und Autorin, Brüssel
- Leiko Ikemura
- Monika Jagfeld, Direktorin des open art museum, St. Gallen
- Graciela García Muñoz, Madrid
- Arnulf Rainer[5]
- Colin Rhodes
- Thomas Röske
- Daniel J. Schreiber[6]
- Carla Schulz-Hoffmann
- Edgar Selge[7]
- Ulrich Wilmes, ehemaliger Hauptkurator am Haus der Kunst[8][9]

Beim Wettbewerb 2014 gab es insgesamt 320 Einreichungen. Die Jury-Mitglieder kamen aus England, Österreich, Frankreich und Deutschland. Rund 180 Werke der Preisträger und der Nominierten wurden bis zum 1. März 2015 im Buchheim-Museum ausgestellt. Für den Euward 7 im Jahr 2018 bewarben sich 250 Künstler aus 15 europäischen Ländern. Für den zum 9. Mal vergebenen Preis 2024 bewarben sich über 240 Kunstschaffende aus 25 Ländern. In der Ausstellung vertreten waren neben den Preisträgern Werke von 16 weiteren Künstlern.

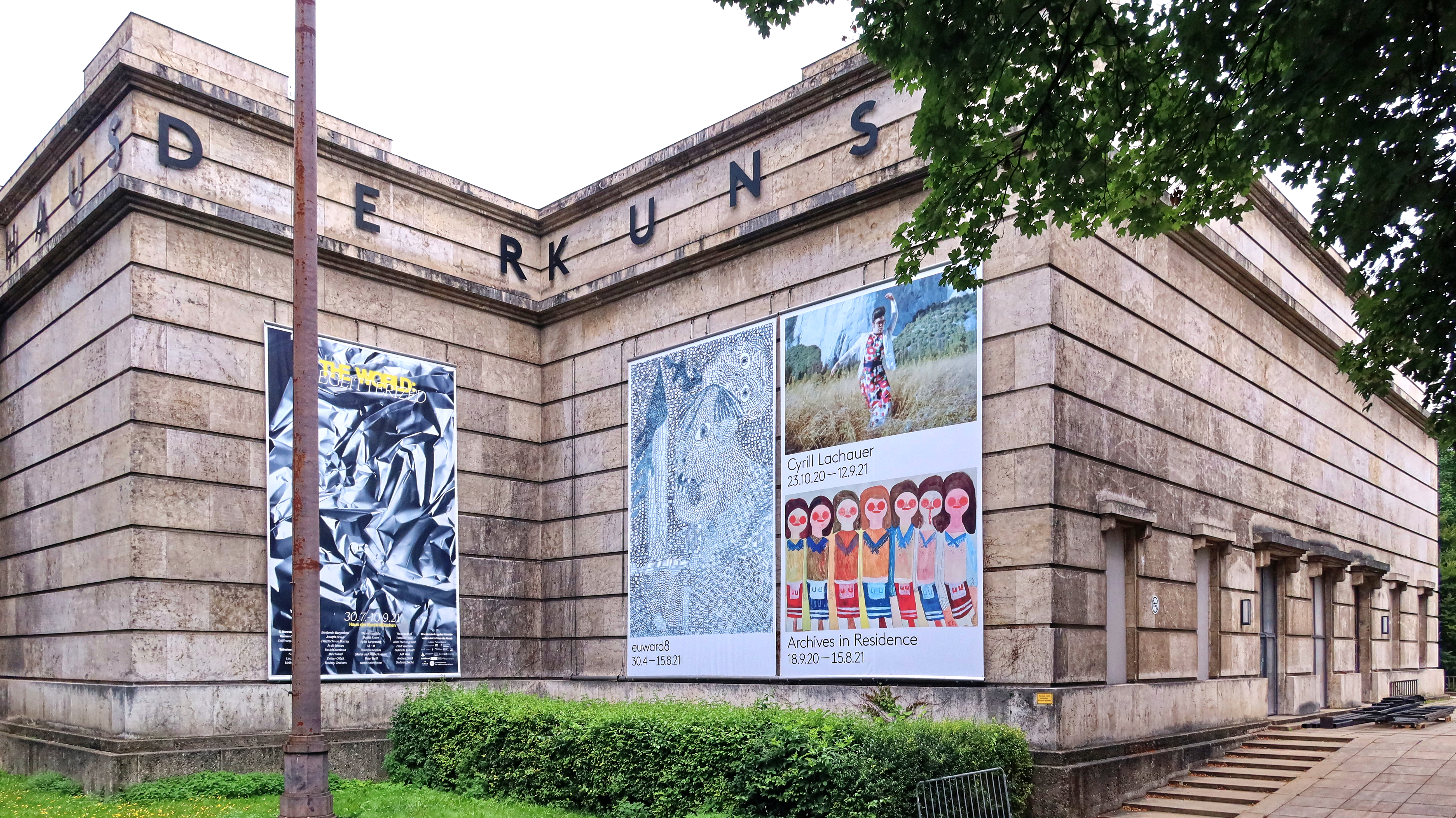
Haus der Kunst mit Ausstellungsplakat zu Archives in Residence 2020/2021

In den Jahren 2020/2021 stellte das Haus der Kunst in seiner Reihe Archives in Residence das Archiv des Euward aus. Gezeigt wurden unter anderem Bewerbungsunterlagen, Schriftstücke, Werkfotografien, Filmmaterial, Presseartikel sowie eine für die Ausstellung konzipierte Videoprojektion, die auf dem Bildarchiv des euward basiert und eine wesentliche Auswahl der nominierten Arbeiten aus den Jahren 2000 bis 2018 zeigt.
Der Euward wurde anlässlich seiner achten Verleihung mit dem Deutschen Kulturförderpreis des Kulturkreises der deutschen Wirtschaft 2022/2023 ausgezeichnet.

## Hintergrund
Mit dem Kunstpreis EUWARD vergibt die Augustinum-Stiftung einen Förderpreis für eine „heimliche“ Kunst: Die Arbeit von Künstlern, deren geistige Behinderung ein biografisches Moment ihres Schaffens darstellt, stellt eine Randerscheinung in der europäischen Kultur dar. Sie soll durch den EUWARD in ihrer künstlerischen Qualität gewürdigt werden. Durch die europaweite Beteiligung bietet er einen repräsentativen Überblick über diese aktuelle künstlerische „Szene“. Herausragende Arbeiten von Künstlern mit geistiger Behinderung können medienwirksam gefördert und gewürdigt werden und somit nachhaltig das öffentliche Bewusstsein für die kulturellen Leistungen Behinderter entwickelt werden. Mit dem Anspruch, der Kunst von Außenseitern ein professionelles Forum zu bieten, hat sich die Veranstaltung bereits von Beginn an in der Kulturlandschaft etabliert.

## Preisträger und Preisträgerinnen
| Jahr            | Ort                           | 1. Platz                       | 2. Platz                           | 3. Platz                               | Sonderpreise                                                       |
| --------------- | ----------------------------- | ------------------------------ | ---------------------------------- | -------------------------------------- | ------------------------------------------------------------------ |
| 9. euward: 2024 | Haus der Kunst, München       | Samaneh Atef (Iran/Frankreich) | Belén Sánchez (Spanien)            | Desmond Tjonakoy (Niederlande)         | Publikumspreis: Jakob Ujvari (Ungarn/Deutschland)                  |
| 8. euward: 2021 | Haus der Kunst, München       | Andreas Maus (Deutschland)     | Felix Brenner (Schweiz)            | Kar Hang Mui (Niederlande)             |                                                                    |
| 7. euward: 2018 | Buchheim-Museum, Bernried     | Michael Golz (Deutschland)     | Ota Prouza (Tschechische Republik) | Clemens Wild (Schweiz)                 | Publikumspreis und Sonderpreis der Jury: Tim ter Wal (Niederlande) |
| 6. euward: 2014 | Buchheim-Museum, Bernried     | Giulia Zini (Italien)          | Dimitri Pietquin (Belgien)         | Patrick Siegl (Deutschland)            | Anerkennungspreis der Jury: Livia Dencher (Niederlande)            |
| 5. euward: 2010 | Haus der Kunst, München       | Peter Kapeller (Deutschland)   | Sigrid Reingruber (Österreich)     | Annemarie Delleg (Italien)             |                                                                    |
| 4. euward: 2007 | Haus der Kunst, München       | Mario Jambresic (Deutschland)  | Edmund Krengel (Deutschland)       | Ylonka Elisabeth Jaspers (Niederlande) |                                                                    |
| 3. euward: 2004 | Haus der Kunst, München       | Josef Hofer (Österreich)       | Robert Burda (Deutschland)         | Florival Candeias (Portugal)           |                                                                    |
| 2. euward: 2002 | Haus der Kunst, München       | Uschi Pomp (Deutschland)       | Heliodor Doblinger (Österreich)    | Cécile Franceus (Belgien)              |                                                                    |
| 1. euward: 2000 | Galerie der Künstler, München | Alida Schaap (Niederlande)     | Edmund Krengel (Deutschland)       | Adolf Beutler (Deutschland)            |                                                                    |

## Belege
1. 1 2  Der europäische Kunstpreis für Malerei und Grafik im Kontext geistiger Behinderung. In: Euward. Abgerufen am 10. Juli 2024.
2. ↑  euward – art in disability. In: Buchheim-Museum. Abgerufen am 10. Juli 2024.
3. ↑  Euward. In: Buchheim-Museum. Abgerufen am 10. Juli 2024.
4. ↑  euward – The European Art Award. In: Kulturbüro-Rheinland-Pfalz. Abgerufen am 10. Juli 2024
5. ↑  Und der „euward“ geht an … In: Bundesarbeitsgemeinschaft Werkstätten für behinderte Menschen (BAG WfbM) vom 19. Mai 2010. Abgerufen am 18. August 2025
6. ↑  Euward6. Augustinum Stiftung München, Klaus Mecherlein (Hrsg.), ISBN 978-3-00-047772-0, S. 2
7. ↑  Michael Golz ist einer der vier Preisträger des Euward 7 . In: Westdeutsche Allgemeine Zeitung vom 7. April 2018. Abgerufen am 18. August 2025
8. ↑  Klaus Mecherlein mit Augustinum Stiftung (Hrsg.): Andreas Maus, Felix Brenner,  Kar Hang Mui – euward 8. München 2021, Vier Bände im Schuber, ISBN 978-3-9823046-0-1
9. ↑  Jury. In: euward. Abgerufen am 17. August 2025
10. ↑  Preis für autistische Künstler: Kunst aus Computerspielen, Süddeutsche Zeitung. 17. Dezember 2014, abgerufen am 13. Februar 2015.
11. ↑  Michael Golz ist einer der vier Preisträger des Euward 7. In: Westdeutsche Allgemeine Zeitung vom 7. April 2018. Abgerufen am 14. April 2025.
12. 1 2  Samaneh Atef, Belén Sánchez, Desmond Tjonakoy. euward9. In: Haus der Kunst. Abgerufen am 10. Juli 2024
13. ↑  Archiv Galerie 2020/21: Archives in Residence - euward Archiv. In: Haus der Kunst. Abgerufen am 11. Juli 2024
14. ↑  Ausstellungseröffnung anlässlich der Preisverleihung des Euward9. In: Website Bundespräsident a. D. Joachim Gauck vom 16. Mai 2024. Abgerufen am 10. Juli 2024.
15. ↑  Johannes Wendland: Deutscher Kulturförderpreis. Augustinum-Stiftung: Die Botschaft vom sinnvollen Leben. In: Handelsblatt vom 1. Juni 2023. Abgerufen am 15. August 2025
16. ↑  euward Archiv im Haus der Kunst. In: Kunstforum International vom 17. September 2020. Abgerufen am 11. Juli 2024
17. ↑  Malerei und Graphik von Künstlern mit geistiger Behinderung. In: Deutscher Bildungsserver. Abgerufen am 11. Juli 2024
18. ↑  Der euward in München. In: Viola Luz: Wenn Kunst behindert wird: Zur Rezeption von Werken geistig behinderter Künstlerinnen und Künstler in der Bundesrepublik Deutschland. Bielefeld 2012, ISBN 978-3-8394-2011-9, S. 203–223.
19. ↑  Die Preisträger*innen des euward9 (2024). In: Euward. Abgerufen am 10. Juli 2024
20. ↑  Tobias Krone: Der Blick von Künstlern mit geistigen Beeinträchtigungen. In: Fazit: Deutschlandfunk Kultur vom 18. Mai 2024 (5:44 Minuten). Abgerufen am 10. Juli 2024
21. ↑  Finissage des euward9. Jakob Ujvari gewinnt den euward9 Publikumspreis. In: Euward. Abgerufen am 6. August 2025
22. ↑  Die Preisträger des euward8 (2021). In: Euward. Abgerufen am 10. Juli 2024
23. 1 2  Die Preisträger des euward7 (2018). In: Euward. Abgerufen am 10. Juli 2024
24. ↑  Die Preisträger des euward6 (2014). In: Euward. Abgerufen am 10. Juli 2024
25. ↑  Euward 6: Giulia Zini, Dimitri Pietquin, Patrick Siegl. Ausstellungskatalog. Klaus Mecherlein, Augustinum-Stiftung (Hrsg.) München 2014, S. 98–99
26. ↑  Die Preisträger des euward5 (2010). In: Euward. Abgerufen am 10. Juli 2024
27. ↑  Die Preisträger des euward4 (2007). In: Euward. Abgerufen am 10. Juli 2024
28. ↑  Die Preisträger des euward3 (2004). In: Euward. Abgerufen am 10. Juli 2024
29. ↑  Die Preisträger des euward2 (2002). In: Euward. Abgerufen am 10. Juli 2024
30. ↑  Die Preisträger des euward1 (2000). In: Euward. Abgerufen am 10. Juli 2024